# Canton de Pantin-Est
Le canton de Pantin-Est est une ancienne division administrative française située dans le département de la Seine-Saint-Denis et la région Île-de-France.
Il a intégré le canton de Pantin lors du redécoupage cantonal de 2014 en France.

## Histoire

### Canton dudépartement de la Seine
Conseillers généraux des anciens cantons de Pantin :
1re circonscription (Pantin)
| Période | Période         | Identité        | Étiquette | Qualité |
| ------- | --------------- | --------------- | --------- | --- |
| 1929    | 1935            | Louis Collaveri | SFIO      | Journalier puis employé d'octroi Conseiller municipal (1925 → 1935) puis maire (1953 → 1959) de Pantin                         |
| 1935    | 31 janvier 1938 | Charles Auray   | PSdF      | Comptable, puis permanent du GODF Maire de Pantin (1919 → 1938) Député (1924 → 1927) Sénateur (1927 → 1938) Décédé en fonction |

2e circonscription (Les Lilas, Le Pré-Saint-Gervais)
| Période | Période | Identité        | Étiquette | Qualité                                                     |
| ------- | ------- | --------------- | --------- | ----------------------------------------------------------- |
| 1925    | 1929    | Eugène Boistard | SFIO      | Traceur mécanicien Maire du Pré-Saint-Gervais (1919 → 1944) |
| 1929    | 1935    | Eugène Decros   | Rad.      | Maire des Lilas (1902 → 1938)                               |
| 1935    | 1940    | Maurice Simonin | SFIC      | Pâtissier Conseiller municipal des Lilas                    |

3e circonscription (Bagnolet)
| Période | Période          | Identité       | Étiquette     | Qualité                                                                       |
| ------- | ---------------- | -------------- | ------------- | ----------------------------------------------------------------------------- |
| 1925    | 1929             | Jules Sabatier | Soc.ind.      | Artisan peintre puis employé communal à Paris Maire de Bagnolet (1920 → 1927) |
| 1929    | 1935             | Paul Coudert   | SFIC          | Ouvrier sculpteur sur bois Maire de Bagnolet (1928 → 1940)                    |
| 1935    | 1936 (démission) | Marcel Gitton  | SFIC puis DVG | Ouvrier du bâtiment Député (1936 → 1940)                                      |
| 1936    | 1940             | Paul Coudert   | SFIC          | Ouvrier sculpteur sur bois Maire de Bagnolet (1928 → 1940)                    |
| 1945    | 1957             | Paul Coudert   | PCF           | Maire de Bagnolet (1944 → 1959)                                               |

### Canton du département de la Seine-Saint-Denis
Un premier canton de Pantin a été créé par le décret du 20 juillet 1967, lors de la constitution du département de la Seine-Saint-Denis.
Lors du redécoupage cantonal de 1976, qui en a exclu une partie de la commune de Pantin, devenue canton de Pantin-Ouest, ce canton a été renommé canton de Pantin-Est.
| Période | Période | Identité         | Étiquette | Qualité                        |
| ------- | ------- | ---------------- | --------- | ------------------------------ |
| 1967    | 1976    | Michel Berthelot | PCF       | Conseiller municipal de Pantin |

Un nouveau découpage territorial de la Seine-Saint-Denis entré en vigueur à l'occasion des premières élections départementales suivant le décret du 21 février 2014. Les conseillers départementaux sont, à compter de ces élections, élus au scrutin majoritaire binominal mixte. Les électeurs de chaque canton élisent au Conseil départemental, nouvelle appellation du Conseil général, deux membres de sexe différent, qui se présentent en binôme de candidats. Les conseillers départementaux sont élus pour 6 ans au scrutin binominal majoritaire à deux tours, l'accès au second tour nécessitant 12,5 % des inscrits au 1er tour. En outre, la totalité des conseillers départementaux est renouvelée. Ce nouveau mode de scrutin nécessite un redécoupage des cantons dont le nombre est divisé par deux avec arrondi à l'unité impaire supérieure si ce nombre n'est pas entier impair, assorti de conditions de seuils minimaux. En Seine-Saint-Denis, le nombre de cantons passe ainsi de 40 à 21.
Dans ce cadre, le canton est intégré dans celui de Pantin à compter des élections départementales françaises de 2015.

## Canton de Pantin-Est (1976-2015)
| Période       | Période                   | Identité            | Étiquette               | Qualité |
| ------------- | ------------------------- | ------------------- | ----------------------- | --- |
| 1976          | 2001 (décès)              | Michel Berthelot    | PCF                     | Conseiller municipal de Pantin Conseiller général du Canton de Pantin (1967-1976) |
| 2001          | 2008                      | Didier Segal-Saurel | Les Verts puis App. PRG | Conseiller municipal de Pantin |
| 2008          | 28 avril 2014 (démission) | Claude Bartolone    | PS                      | Cadre de l'industrie pharmaceutique Président de l'Assemblée nationale (2012 → 2017) Député (1981-1998 et depuis 2002) Président du conseil général (2008-2012) Maire (1995 → 1998) puis conseiller municipal (1998 → ) du Pré-Saint-Gervais Ancien conseiller général du Canton des Lilas (1979-1992) Ancien ministre (1998 → -2002) |
| 28 avril 2014 | 29 mars 2015              | Aline Archimbaud    | EELV                    | Enseignante Sénatrice de la Seine-Saint-Denis (2011 → 2017) |

## Composition
Le canton créé en 1967 comprenait, selon la toponymie du décret de 1967, « la commune de Pantin à l'exception de la partie de cette commune située au Sud de l'axe de la rue de Paris et à l'Ouest de l'axe de la rue Jules-Auffret (jusqu'à la rue Gutenberg) ».
Après la constitution du canton de Pantin-Ouest en 1976, celui de Pantin-Est recouvrait l'est de la commune de Pantin. L'ouest est inclus dans le canton de Pantin-Ouest.
| Communes                | Population (2012) | Code postal | Code Insee |
| ----------------------- | ----------------- | ----------- | ---------- |
| Pantin, commune entière | 53 797            | 93 500      | 93 055     |

## Démographie
| 1962 | 1968 | 1975 | 1982 | 1990   | 1999   | 2006   | 2011   | - | - |
| ---- | ---- | ---- | ---- | ------ | ------ | ------ | ------ | - | - |
| -    | -    | -    | -    | 28 357 | 28 626 | 30 073 | 30 659 | - | - |